# معنی‌داری آماری
در آزمون فرض آماری، یک نتیجه موقعی معنی‌دار آماری (به انگلیسی: statistical significance) است که احتمال رخدادش در موقع فرض صفر بسیار کم باشد.
هر گاه احتمال وقوع اتفاقی به صورت تصادفی بسیار اندک بوده باشد و به عبارت دیگر به احتمال زیاد دارای دلیلی غیر از شانس بوده‌است، آن را به لحاظ آماری معنادار گویند. «تفاوت معنادار آماری» به معنای وجود اختلاف زیاد یا مهم بین دو نمونه آماری نیست.
عبارت «از نظر آماری معنادار» معیاری است که به ما کمک می‌کند دریابیم آیا همبستگی بین دو عامل واقعاً قابل اعتماد است یا صرفاً به علت تصادف بوده است. اگر شما سکه‌ای را سه بار به هوا بیاندازید و هر سه بار شیر بیاید این به احتمال زیاد یک تصادف بوده است. اما اگر شما سکه‌ای را صد بار به هوا بیاندازید و هر صد بار شیر بیاید، شما می‌توانید تا حدی مطمئن باشید که دو روی سکه شیر است. در این شرایط می‌گوییم رابطهٔ اول از نظر آماری «معنادار» نبوده است، اما رابطهٔ دوم از نظر آماری «معنادار» است- به عبارت دیگر این احتمالات نشان می‌دهد که همبستگی مورد نظر واقعی است، یا صرفاً ناشی از تصادف نبوده است.
زمانی یک رابطه از نظر آماری «معنادار» خوانده می‌شود که به احتمال کمتر از 5% رابطهٔ مورد نظر ناشی از تصادف بوده باشد. معنی‌ این گفته این است که اگر پژوهش تکرار شود، به احتمال 95% به همان نتیجهٔ قبلی خواهد انجامید. تعیین عدد 95% دلبخواهی است؛ و استانداردی است که ما انتخاب کرده‌ایم. یک نقطهٔ قراردادی دیگر که اهمیت دارد نقطهٔ 99% است. وقتی نتیجهٔ یک آزمایش همبستگی 99% باشد، گفته می‌شود که نتیجه از نظر آماری شدیداً معنادار است.

## پیشینهٔ تاریخی
پیشینهٔ معنی‌داری آماری به کارهای جان آربوثنوت و پیر سیمون لاپلاس  در قرن ۱۸ میلادی بازمی‌گردد. کارهایی که در آن‌ها پی-مقدار برای نسبت جنسی انسانی در زمان تولد، با فرض صفر ({\displaystyle H_{0}}) برابری احتمال تولد مذکر و مونث در آن محاسبه شد. 
در سال ۱۹۲۵، رونالد فیشر، ایدهٔ آزمون فرض اماری را پیش برد و آن را در نشریهٔ خود Statistical Methods for Research Workers آزمون معنی‌داری نام نهاد.  فیشر پیشنهاد کرد که احتمال یک در بیست (0.05) به عنوان یک سطح برش مناسب برای رد فرضیه ({\displaystyle H_{0}}) صفر در نظر گرفته شود. در مقالهٔ سال ۱۹۳۳ میلادی جرزی نیمن و اگون پیرسون، این سطح برش را سطح معنی‌داری خواندند، و با {\displaystyle \alpha } نشان دادند. آن‌ها توصیه کردند که که  {\displaystyle \alpha }، در همان ابتدا و قبل از جمع‌آوری داده‌ها تعیین شود. 
با وجود مقدار پیشنهادی 0.05 توسط فیشر به عنوان مقدار معنی‌داری، قصد فیشر محدود کردن این مقدار نبود. در مقالهٔ سال ۱۹۵۶ میلادی‌اش، با عنوان روش‌های آماری و استباط آماری، اون پیشنهاد داد که بر اساس شرایط خاص (شرایط خاص مطالعهٔ مورد نظر)، این مقدار عوض شود. 

## اشتباهات رایج
یک اشتباه رایج در مورد معناداری آماری این است که گاه حتی در نوشته‌های علمی وجود تفاوت معنی‌دار آماری به معنای وجود تفاوتی بزرگ یا مهم تلقی می‌شود. در حالی که تفاوتی ناچیز (و احتمالاً کاملاً بدون اهمیت در عمل) برای دو جمعیت آماری بزرگ می‌تواند به معنای تفاوت معنادار آماری باشد.

## منبع
1. ↑  Sirkin, R. Mark (2005). "Two-sample t tests". Statistics for the Social Sciences (3rd ed.). Thousand Oaks, CA: SAGE Publications, Inc. pp. 271–316. ISBN 978-1-412-90546-6.
2. ↑  Borror, Connie M. (2009). "Statistical decision making". The Certified Quality Engineer Handbook (3rd ed.). Milwaukee, WI: ASQ Quality Press. pp. 418–472. ISBN 978-0-873-89745-7.
3. ↑  «معنی‌داری آماری» [آمار] هم‌ارزِ «statistical significance»؛ منبع: گروه واژه‌گزینی. دفتر دوازدهم. فرهنگ واژه‌های مصوب فرهنگستان. تهران: انتشارات فرهنگستان زبان و ادب فارسی. شابک ۹۷۸-۶۰۰-۶۱۴۳-۶۶-۸ (ذیل سرواژهٔ معنی‌داری آماری)
4. ↑  Myers, Jerome L.; Well, Arnold D.; Lorch, Robert F. Jr. (2010). "The t distribution and its applications". Research Design and Statistical Analysis (3rd ed.). New York, NY: Routledge. pp. 124–153. ISBN 978-0-8058-6431-1.
5. ↑  "A Primer on Statistical Significance". Math Vault (به انگلیسی). 2017-04-30. Retrieved 2019-11-11.
6. 1 2  پروتئین حیوانی- اثر کالین کمبل، توماس کمبل، ترجمهٔ آرش حسینیان- نشر اینترنتی پاد- تحت مجوز توزیع و تکثیر اشتراکی- چاپ اول 1391- ص 65
7. ↑  Brian, Éric; Jaisson, Marie (2007). "Physico-Theology and Mathematics (1710–1794)". The Descent of Human Sex Ratio at Birth. Springer Science & Business Media. pp. 1–25. ISBN 978-1-4020-6036-6.
8. ↑  John Arbuthnot (1710). "An argument for Divine Providence, taken from the constant regularity observed in the births of both sexes" (PDF). Philosophical Transactions of the Royal Society of London. 27 (325–336): 186–190. doi:10.1098/rstl.1710.0011.
9. ↑  Conover, W.J. (1999), "Chapter 3.4: The Sign Test", Practical Nonparametric Statistics (Third ed.), Wiley, pp. 157–176, ISBN 978-0-471-16068-7
10. ↑  Sprent, P. (1989), Applied Nonparametric Statistical Methods (Second ed.), Chapman & Hall, ISBN 978-0-412-44980-2
11. ↑  Stigler, Stephen M. (1986). The History of Statistics: The Measurement of Uncertainty Before 1900. Harvard University Press. pp. 225–226. ISBN 978-0-674-40341-3.
12. ↑  Bellhouse, David (2001), "John Arbuthnot",  in C.C. Heyde; E. Seneta (eds.), in Statisticians of the Centuries, Springer, pp. 39–42, ISBN 978-0-387-95329-8
13. ↑  Hald, Anders (1998), "Chapter 4. Chance or Design: Tests of Significance", A History of Mathematical Statistics from 1750 to 1930, Wiley, p. 65
14. ↑  Cumming, Geoff (2011). "From null hypothesis significance to testing effect sizes". Understanding The New Statistics: Effect Sizes, Confidence Intervals, and Meta-Analysis. Multivariate Applications Series. East Sussex, United Kingdom: Routledge. pp. 21–52. ISBN 978-0-415-87968-2.
15. ↑  Fisher, Ronald A. (1925). Statistical Methods for Research Workers. Edinburgh, UK: Oliver and Boyd. pp. 43. ISBN 978-0-05-002170-5.
16. ↑  Poletiek, Fenna H. (2001). "Formal theories of testing". Hypothesis-testing Behaviour. Essays in Cognitive Psychology (1st ed.). East Sussex, United Kingdom: Psychology Press. pp. 29–48. ISBN 978-1-84169-159-6.
17. 1 2 3  Quinn, Geoffrey R.; Keough, Michael J. (2002). Experimental Design and Data Analysis for Biologists (1st ed.). Cambridge, UK: Cambridge University Press. pp. 46–69. ISBN 978-0-521-00976-8.
18. ↑  Neyman, J.; Pearson, E.S. (1933). "The testing of statistical hypotheses in relation to probabilities a priori". Mathematical Proceedings of the Cambridge Philosophical Society. 29 (4): 492–510. Bibcode:1933PCPS...29..492N. doi:10.1017/S030500410001152X. S2CID 119855116.
19. ↑  Ziliak, Stephen T. and Deirde N. McCloskey. "Size Matters: The Standard Error of Regressions in the American Economic Review" (August 2004).  بایگانی‌شده  در ۲۵ ژوئن ۲۰۰۸ توسط Wayback Machine